# Neolophonotus lawrencei
Neolophonotus lawrencei là một loài ruồi trong họ Asilidae. Neolophonotus lawrencei được Londt miêu tả năm 1985. Loài này phân bố ở vùng nhiệt đới châu Phi.